# 烏丸匡
烏丸 匡（からすま たすく、1978年 - ）は、日本の漫画家。京都府出身。カラスマタスクの表記も使われる。

## 来歴
2006年、『月刊少年エース』（角川書店）5月号に掲載された読み切り作品『カミホギ』にてデビュー。以後、同誌や増刊の『エースアサルト』などに作品を発表。2008年から2009年まで、『月刊少年エース』にて『シャングリ・ラ』を連載後、読み切り『ガラッパ』を掲載。その後、『月刊少年ライバル』（講談社）にて『ドールズフォークロア』を連載。

## 作品リスト
- カミホギ
- スズメのススメ!
- REIDEEN（『月刊少年エース』連載、単行本全2巻） - テレビアニメのコミカライズ
- かみほぎ
- シャングリ・ラ（原作：池上永一、『エースアサルト』、『月刊少年エース』連載、単行本全4巻） - 小説のコミカライズ
- ガラッパ
- ばべる（読み切り、『月刊少年エース』2010年10・11月号掲載）
- ドールズ フォークロア（『月刊少年ライバル』連載、単行本全3巻）
- アムンセン（『週刊マンガ世界の偉人』62号 2013年 朝日新聞出版）
- ノー・ガンズ・ライフ（『ウルトラジャンプ』連載、単行本全13巻）※「カラスマタスク」名義
- ジョジョの奇妙な冒険 クレイジー・Dの悪霊的失恋（原作：上遠野浩平、Original Concept：荒木飛呂彦、『ウルトラジャンプ』連載、単行本全3巻）※「カラスマタスク」名義
- ギルデッド・セブン（『月刊コミックゼノン』2024年12月号[1] - 連載、単行本既刊1巻）※「カラスマタスク」名義